# 小汤山镇九华科普示范园强拆
小汤山镇九华科普示范园强拆（九华园强拆事件）是2020年11月在北京市昌平区小汤山镇和兴寿镇发生的一起针对小产权房的强拆事件。
2020年11月16日凌晨，政府官员亲自指挥上百名黑衣人强闯百姓的居住园区，并将居民的煤气及水电掐断或拆毁，在不与居民进行任何商谈的情况下强行拆除建筑。部分居民给镇政府、区政府、北京市、党中央、国务院、各级公安系统及政府部门的举报热线投诉和打电话反映情况，但没有得到任何帮助及解决。公安部门告知居民，他们不会干涉政府行为。
11月25日，政府钩机开进园区，且不允许居民靠近以及录音摄像等。大部分房屋在无任何沟通及赔偿的情况下已被拆毁。

## 建筑背景
中国北京市昌平区小汤山镇的九华农业科普示范园始建于1998年。1998年5月20日，北京市多个官方部门向各区、县政府及市各有关机构，印发了名为《北京市观光农业发展规划》的文件，要求建设小汤山观光农业基地。同年12月22日，时任小汤山镇镇长兼中共党委书记的李志武签署了一份授权书，授权北京九华投资顾问公司代小汤山镇政府针对全镇区域内的工业、农业、文教、旅游、卫生、房地产等项目，进行全方位的策划和招商引资工作。小汤山镇葫芦河村经济合作社作为甲方，与作为乙方的九华投资顾问公司签订了一份合同。合同中，甲方向乙方出租了一块农业用地，用于乙方执行都市观光农业项目，并以每亩土地的10%为试验观光建房用地，土地使用年限为50年。根据1986年颁布的《中华人民共和国土地管理法》第十七条（二）严格保护永久基本农田，严格控制非农业建设占用农用地。九华投资顾问公司违法《中华人民共和国土地管理法》在租得的土地上进行房地产开发。到今年为止，九华农业科普示范园已经有299户共2100多名居民，成长为一个居民小区。

## 强拆过程

### 事件开端
北京市昌平区小汤山镇政府认为此居住园区属于违建，应当被拆除。政府对于1998年签订的租赁合同解释为当时政府犯下的错误，应当被纠正，并拒绝为此租赁合同负责。而当地居民认为1998年还没有关于违建及“小产权房”的相关法律规定，而且20年前与政府签订了合法的租赁合同，并且没有违反合同规定，不应被强制拆除。

### 经过
2020年11月15日，北京市政府发布第【295】号令，即《北京市禁止违法建设若干规定》。
2020年11月16日凌晨，黑衣人强闯入九华科普园盗拆天燃气设备，断气断水断电，占领园区，张贴强拆布告，此强拆事件为该令发布后执行的第一案。而后身着保安制服的黑衣人及钩机开始着手拆除建筑。在保安及拆迁队拆除建筑的同时，不少小偷趁夜闯入滞留的业主房屋中偷取拆下的房屋废料及其他物品。

### 结果
园区中大部分建筑已被拆除。

## 特殊建筑

### 清水会馆
清水会馆由北京大学教授，著名建筑师董豫赣于2005年开始设计及建造，为北京红砖美术馆的主要灵感来源。该会馆于2020年12月29日被强拆。

### 袁氏三礼故居
据自媒体“小银娱乐”发文显示，袁氏三礼祖宅原位于宣武区南横东街155号，于2007年被拆除。宗同昌先生自付100余万从拆迁队手中买下其中进院落五间房的所有建筑材料，并将其照原建筑修复，置于小汤山镇九华科普示范园内。宗同昌先生在收到强拆通知后，提议将宅子捐赠给小汤山政府，但遭到拒绝。最终袁氏三礼祖宅于2021年1月20日被二次强制拆除。